# J.J. Moser
J.J. Moser (Biena, Suiza, 6 de junio de 2000) es un jugador profesional suizo de hockey sobre hielo que se desempeña en la posición de defensor izquierdo en Arizona Coyotes, equipo de la National Hockey League (NHL).

## Carrera
Moser debutó en la Liga Nacional de Suiza en 2018 con el equipo EHC Biel, en el cual jugó dos partidos esa temporada, en 2019 firmó su primer contrato profesional con el mencionado equipo.
Fue seleccionado en la segunda ronda en la NHL Entry Draft de 2021. Debutó en la NHL con Arizona Coyotes, donde lleva jugando tres temporadas.